# Charles James Haughey
 (mars 2018).
Si vous disposez d'ouvrages ou d'articles de référence ou si vous connaissez des sites web de qualité traitant du thème abordé ici, merci de compléter l'article en donnant les références utiles à sa vérifiabilité et en les liant à la section « Notes et références ».
Pour les articles homonymes, voir Haughey.
Charles James Haughey (en irlandais Cathal Ó hEochaidh), né le 16 septembre 1925 à Castlebar dans le comté de Mayo, et décédé le 13 juin 2006 à Kinsealy (en) dans le comté de Dublin, est un homme d'État irlandais, trois fois Premier ministre d'Irlande entre 1979 et 1992.

## Famille et formation
Charles James Haughey nait le 16 septembre 1925 à Castlebar. Son père est un officier de l’IRA puis de l’armée irlandaise. La famille déménage à Dublin peu après la naissance de Charles. Il fait des études de droit à University College  Dublin. En 1951, il épouse Maureen Lemass, fille de Seán Lemass, membre du Fianna Fáil, ministre et futur Taoiseach. son fils Seán Haughey est également député et ministre.
Il reçoit le titre de docteur honoris causa de l'université Blaise Pascal de Clermont-Ferrand en 1989.

## Sa carrière politique
Charles Haughey est élu député (TD) pour la première fois à Dublin en 1957 et est réélu à chaque fois jusqu’en 1992. Il est Ministre de la Santé et des Affaires Sociales de 1977 à 1979, Ministre des Finances de 1966 à 1970, Ministre de l’Agriculture de 1964 à 1966 et Ministre de la Justice de 1961 à 1964.
Il est Premier ministre de la république d’Irlande à trois reprises : de 1979 à 1981 puis de mars à décembre 1982 et enfin de 1987 à 1992. Il est le quatrième leader du Fianna Fáil.